# Bureau of Indian Standards

ISI-Mark-Logo

Compulsory Registratio Logo

Il Bureau of Indian Standards (sigla: BIS) è l'organizzazione di standardizzazione nazionale dell'India.
Essendo membro dell'Organizzazione internazionale per la normazione (ISO), è necessariamente l'unica organizzazione di standardizzazione nazionale (o NSB, dall'inglese "National Standards Body") che rappresenti l'ISO in India. In particolare, è un membro a pieno titolo (Member body) dell'ISO, e in quanto tale partecipa e vota alle riunioni dell'ISO tecniche e sulle policy, oltre a vendere e adottare gli standard internazionali ISO a livello nazionale.

## Storia
Nel 1947 fu istituito l'Indian Standards Institution (ISI) per preparare e promuovere l'adozione di standard nazionali in India. A partire dal 1952 l'ISI divenne responsabile della gestione di un sistema di marcatura di certificazione.
Nel 1986 il Bureau of Indian Standards fu approvato dal Parlamento attraverso il Bureau of Indian Standards Act, iniziando le proprie attività il 1 aprile 1987.

## Attività
Oltre a sviluppare standard nazionali (identificati dalla sigla IS), le attività del BIS riguardano anche la regolamentazione del marchio orafo BIS, utilizzato per certificare gli articoli di metalli preziosi, al fine di garantire la purezza o finezza degli stessi e proteggere al tempo stesso i consumatori dalle frodi associate alla commercializzazione di oro e argento di qualità irregolare.
Il BIS regolamenta inoltre l'adozione del marchio ECO (Eco Mark), utilizzato per certificare i prodotti rispettosi dell'ambiente, in particolare per le seguenti categorie di prodotti:
- saponi e detergenti
- vernici
- prodotti alimentari
- oli lubrificanti
- materiali per imballaggio e imballaggi
- vernici per l'architettura e rivestimenti in polvere
- batterie
- prodotti elettrici ed elettronici
- additivi alimentari
- sostituti del legno
- cosmetici
- aerosol e propellenti
- prodotti in materiale plastico
- prodotti tessili
- estintori
- cuoio
- cocco e prodotti in cocco

Altri sistemi di certificazione regolamentati dal BIS sono:
- sistemi di gestione della qualità - IS/ISO 9001
- sistemi di gestione ambientale - IS/ISO 14001
- sistemi di gestione della sicurezza alimentare - IS/ISO 22000
- sistemi di gestione dell'energia - IS/ISO 50001
- sistemi di gestione della salute e sicurezza nei luoghi di lavoro - IS 18001
- sistemi di gestione della qualità dei servizi - IS 15700
- Hazard Analysis and Critical Control Points (HACCP)- IS 15000
- sistemi di gestione integrata
- sistemi di gestione dei dispositivi medici - IS/ISO 13485

È membro dell'ISO (Organizzazione internazionale per la normazione), dove alla data del 2 novembre 2021 conta 675 partecipazioni alle Commissioni Tecniche (TC - Technical Committee) e 3 partecipazioni ai Comitati di sviluppo delle policy (PDC - Policy Development Committee).

### Norme tecniche
Le norme tecniche del BIS sono contraddistinte dalla sigla "IS" (Indian Standard), assieme a eventuali sigle di altre organizzazioni di standardizzazione da cui BIS ha recepito la norma o che hanno recepito la norma da BIS, e seguita dal codice numerico della norma, oltre all'anno, relativo all'edizione della norma; tale codice numerico potrebbe non corrispondere al codice adottato da altre organizzazioni di standardizzazione. Nel caso in cui l'anno di adozione di una norma sia differente dall'anno in cui la norma da cui trae origine è stata a sua volta adottata, anche l'anno indicato dopo il codice numerico della norma potrebbe essere differente (anche se il più delle volte i due anni coincidono).